# 夢の果てまで
「夢の果てまで」（ゆめのはてまで）は、早見沙織の3枚目のシングル。2017年11月8日に、ワーナー・ブラザース・ホームエンターテイメントより発売された。

## 概要
表題曲の作詞・作曲は竹内まりやが担当し、『劇場版 はいからさんが通る 前編 〜紅緒、花の17歳〜』の主題歌として使われた。
本楽曲が映画の主題歌になることを早見が知らされたのは、配役の決定と概ね同時期で、早見のもとには竹内直筆の歌詞とデモテープが届けられた。早見はのちのインタビューで「数回聴けば覚えられる耳馴染みの良さがあり、『はいからさんが通る』の世界観が想起できる楽曲である」旨を語っている。レコーディングには竹内も同席し、ムーディーに歌い上げることもできる曲であるが、明るくエネルギッシュに歌うようアドバイスした。カップリング曲の「SIDE SEAT TRAVEL」は早見が作詞・作曲を担当、表題曲と同じく増田武史が編曲を担当した。早見の希望によりテンポを下げ、アニメソングらしいキャッチーさをあえて削ったアレンジに仕上げている。
販売形態は通常盤（1000691612）・アニメ盤（1000691611）・アーティスト盤（1000691610）の3種。アーティスト盤には表題曲のMVを収録したDVD、アニメ版には劇場版 はいからさんが通る 前編のアニメーション映像を使用したMVを収録したDVDがそれぞれ同梱されている。
オリコンチャート週間ランキングの最高位は21位（2017年11月20日付）であった。
作詞・作曲した竹内まりやも本曲のセルフカヴァーをしており、2024年10月23日発売の自身のアルバム『Precious Days』9トラックに収録され、アレンジはオリジナルと同じ増田武史が務めた。コーラスには竹内と夫の山下達郎に加え、オリジナルを歌った早見が参加している。竹内は2024年10月20日の『山下達郎のサンデー・ソングブック』のアルバム『Precious Days』特集でセルフカバーを掛けた後で早見のシンガーソングライターとしての才能を評価し、「彼女(早見)が書かないような曲を書いた」と語った。

## シングル収録内容
| 全編曲: 増田武史。 |                                    |            |       |
| #                  | タイトル                           | 作詞・作曲 | 時間  |
| 1.                 | 「夢の果てまで」                   | 竹内まりや | 3:50  |
| 2.                 | 「SIDE SEAT TRAVEL」               | 早見沙織   | 3:48  |
| 3.                 | 「夢の果てまで」(Instrumental)     |            | 3:50  |
| 4.                 | 「SIDE SEAT TRAVEL」(Instrumental) |            | 3:44  |
| 合計時間:          | 合計時間:                          | 合計時間:  | 15:12 |

| #  | タイトル                                | 作詞 | 作曲・編曲 |
| -- | --------------------------------------- | ---- | ---------- |
| 1. | 「夢の果てまで」(Animation Music Video) |      |            |

| #  | タイトル                      | 作詞 | 作曲・編曲 |
| -- | ----------------------------- | ---- | ---------- |
| 1. | 「夢の果てまで」(Music Video) |      |            |